# Rodrigo Muniz Carvalho
Rodrigo Muniz Carvalho (São Domingos do Prata, 4 maggio 2001) è un calciatore brasiliano, attaccante del Fulham.

## Carriera
Cresciuto nel settore giovanile del Flamengo, ha esordito in prima squadra il 25 gennaio 2020 in occasione dell'incontro del Campionato Carioca vinto 3-2 contro il Volta Redonda. Il 13 ottobre 2020 è stato ceduto in prestito al Coritiba, con cui ha esordito in Série A in occasione della sfida casalinga vinta 3-1 contro il Palmeiras.
Il 16 agosto 2021 il Flamengo e il Fulham raggiungono un accordo di circa 8 milioni di Euro (la società brasiliana detiene il 25% del ricavo su una futura rivendita) per il trasferimento in Championship del giocatore.

## Statistiche
Statistiche aggiornate al 16 agosto 2025.

### Presenze e reti nei club
| Stagione        | Squadra         | Campionato      | Campionato | Campionato | Coppe nazionali | Coppe nazionali | Coppe nazionali | Coppe continentali | Coppe continentali | Coppe continentali | Altre coppe | Altre coppe | Altre coppe | Totale | Totale | Totale |
| Stagione        | Squadra         | Comp            | Pres       | Reti       | Comp            | Pres            | Reti            | Comp               | Pres               | Reti               | Comp        | Pres        | Reti        | Pres   | Reti   |        |
| --------------- | --------------- | --------------- | ---------- | ---------- | --------------- | --------------- | --------------- | ------------------ | ------------------ | ------------------ | ----------- | ----------- | ----------- | ------ | ------ | ------ |
| feb.-ott. 2020  | Flamengo        | A/RJ+A          | 3+0        | 1+0        | CB              | 0               | 0               | CL                 | 0                  | 0                  | SB+RS       | -           | -           | 3      | 1      |        |
| ott.-nov. 2020  | Coritiba        | A1/PR+A         | 0+6        | 0+1        | CB              | 0               | 0               |                    | -                  | -                  |             | -           | -           | 6      | 1      |        |
| nov.-dic. 2020  | Flamengo        | A/RJ+A          | 0+4        | 0+0        | CB              | 0               | 0               | CL                 | 0                  | 0                  | SB+RS       | -           | -           | 4      | 0      |        |
| mar.-lug. 2021  | Flamengo        | A/RJ+A          | 13+9       | 5+3        | CB              | 2               | 1               | CL                 | 1                  | 0                  | SB          | 0           | 0           | 25     | 9      |        |
| Totale Flamengo | Totale Flamengo | Totale Flamengo | 16+13      | 5+4        |                 | 2               | 1               |                    | 1                  | 0                  |             | 0           | 0           | 32     | 10     |        |
| 2021-2022       | Fulham          | FLC             | 25         | 5          | FACup+CdL       | 2+1             | 0+0             | -                  | -                  | -                  | -           | -           | -           | 28     | 5      |        |
| 2022-2023       | Middlesbrough   | FLC             | 17         | 2          | FACup+CdL       | 0+0             | 0+0             | -                  | -                  | -                  | -           | -           | -           | 17     | 2      |        |
| 2023-2024       | Fulham          | PL              | 26         | 9          | FACup+CdL       | 2+5             | 0+1             | -                  | -                  | -                  | -           | -           | -           | 33     | 10     |        |
| 2024-2025       | Fulham          | PL              | 31         | 8          | FACup+CdL       | 4+1             | 3+0             | -                  | -                  | -                  | -           | -           | -           | 36     | 11     |        |
| 2025-2026       | Fulham          | PL              | 1          | 1          | FACup+CdL       | 0               | 0               | -                  | -                  | -                  | -           | -           | -           |        | 1      |        |
| Totale Fulham   | Totale Fulham   | Totale Fulham   | 83         | 23         |                 | 15              | 4               |                    | -                  | -                  |             | -           | -           | 98     | 27     |        |
| Totale carriera | Totale carriera | Totale carriera | 135        | 35         |                 | 17              | 5               |                    | 1                  | 0                  |             | 0           | 0           | 153    | 40     |        |

## Palmarès

### Club

#### Competizioni nazionali
- Campionato brasiliano: 1

Flamengo: 2020
- Campionato inglese di seconda divisione: 1

Fulham: 2021-2022

#### Competizioni statali
- Campionato Carioca: 1

Flamengo: 2021